# Chiesa di San Dalmazio (Pomarance)
La chiesa di San Dalmazio è un edificio religioso si trova nell'omonima località del comune di Pomarance.

## Storia e descrizione
È ricordato fin dal 1147 come cenobio femminile benedettino e sorgeva originariamente al di fuori dell'abitato. Anche in seguito a un violento incendio avvenuto nel 1438, il complesso monastico fu definitivamente abbandonato nel 1511, allorché le converse si trasferirono in Volterra.
La chiesa - l'unico edificio sopravvissuto - che originariamente doveva essere triabsidata e che oggi invece termina con una scarsella quadrangolare di epoca moderna, ha un'unica navata attraversata da transetto. Originarie le monofore alla sommità dei fianchi, mentre le aperture in facciata sono di epoca moderna; il campanile impostato sul fianco sinistro è ottocentesco.
All'interno si conserva un pregevole tabernacolo in terracotta invetriata di scuola robbiana.